# Victor Mordechai Goldschmidt

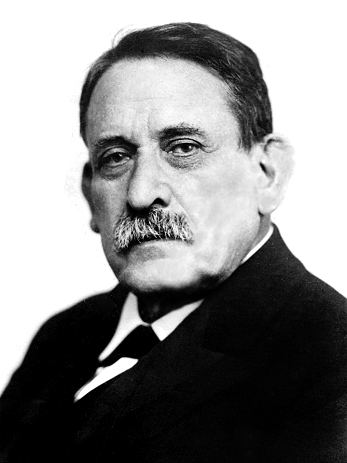
V. M. Goldschmidt

Victor Mordechai Goldschmidt (Rufname Victor Goldschmidt; * 10. Februar 1853 in Mainz; † 8. Mai 1933 in Salzburg) war ein deutscher Mineraloge, Kristallograph, Naturphilosoph, Mineraliensammler und Mäzen.

## Leben

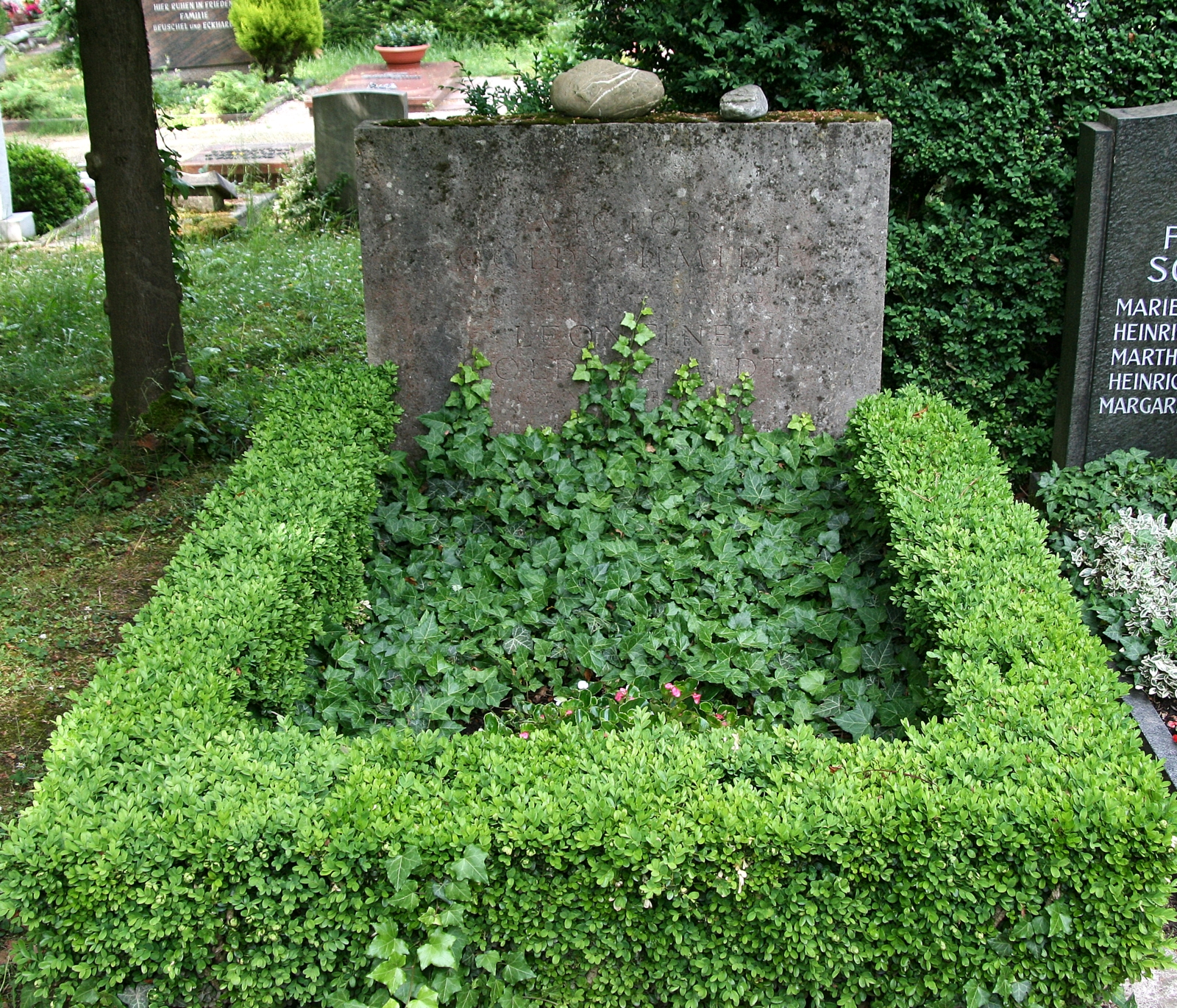
Grabstätte von Victor und Leontine Goldschmidt auf dem Heidelberger Bergfriedhof (Abt. S).

Victor Goldschmidt studierte an der Bergakademie Freiberg in Sachsen und erwarb dort 1874 sein Diplom als Hütteningenieur. 1875 bis 1878 war er Assistent an der Bergakademie.
Nach kurzem Studienaufenthalt in München und Prag wurde er 1880 an der Universität Heidelberg mit seiner Arbeit Über Verwendbarkeit einer Kaliumquecksilberjodidlösung bei mineralogischen und petrographischen Untersuchungen zum Dr. phil. promoviert. Anschließend setzte er seine Studien von 1882 bis 1887 in Wien fort. 1888 habilitierte er sich an der Universität Heidelberg Über Projektion und graphische Krystallberechnung. Im selben Jahr heiratete er seine Cousine Leontine Porges Edle von Portheim, Tochter eines Prager Großindustriellen.
1892 wurde er außerordentlicher Professor an der Universität Heidelberg, 1909 ordentlicher Honorarprofessor. 1912 wurde er als korrespondierendes Mitglied in die Russische Akademie der Wissenschaften in Sankt Petersburg aufgenommen. Im Jahr 1913 wurde er zum Mitglied der Heidelberger Akademie der Wissenschaften gewählt, 1914 in die American Academy of Arts and Sciences. 
Victor Goldschmidt gründete um 1895 in Heidelberg sein privates „Mineralogisch-Krystallographisches Institut“. Sein Atlas der Krystallformen (18 Bände) erschien in den Jahren 1913 bis 1923. In diese Zeit fällt auch seine Ernennung zum Geheimen Hofrat 1917. Im Jahr 1923 wurde Victor Goldschmidt Ehrenmitglied des Naturhistorisch-Medizinischen Vereins Heidelberg.
Victor Goldschmidt war Freimaurer und Mitglied der Heidelberger Freimaurerloge Ruprecht zu den fünf Rosen. Die Ehe mit Leontine Porges (1863–1942, seit 1879 Porges Edle von Portheim) blieb kinderlos.
1919 errichteten Victor und Leontine Goldschmidt die Josefine und Eduard von Portheim Stiftung für Wissenschaft und Kunst, benannt nach Victor Goldschmidts Mutter und Leontine Goldschmidts Vater. Sie brachten ihre umfangreichen privaten Sammlungen an europäischer und außereuropäischer Kunst und Ethnographica in die Stiftung ein. 
Victor Goldschmidt gründete mehrere wissenschaftliche Institute, darunter ein Ethnographisches Institut, auf dessen Sammlungen das heutige Völkerkundemuseum aufbaut.
Zum 80. Geburtstag Victor Goldschmidts im Jahre 1933 gab der Verwaltungsrat der von Portheim-Stiftung dem „Mineralogisch-Krystallographischen Institut“ den Namen „Victor-Goldschmidt-Institut“. Im Jahr 1939 wurde das Institut von der Stiftung geschlossen und anschließend verkauft.
Obwohl er getauft war, sah sich Victor Goldschmidt aufgrund seiner jüdischen Herkunft gezwungen, nach der Machtergreifung durch die Nationalsozialisten 1933 nach Österreich zu emigrieren. Er verstarb während eines Kuraufenthaltes am 8. Mai 1933 in Salzburg. Er fand seine letzte Ruhe in Heidelberg, der Stätte seines wissenschaftlichen Wirkens und des Verbleibs seines Lebenswerkes. Sein Grab befindet sich auf dem Bergfriedhof in Heidelberg. Leontine Goldschmidt starb am 25. August 1942 durch Suizid, nachdem sie von ihrer anstehenden Deportation nach Theresienstadt erfahren hatte.
1903 wurde er Ehrendoktor der Queens University in Kingston, 1922 wurde er Dr. Ing. ehrenhalber und 1913 erhielt er das Ritterkreuz 1. Klasse des Ordens vom Zähringer Löwen. 1933 wurde er Ehrenmitglied der Deutschen Mineralogischen Gesellschaft.

## Veröffentlichungen (Auswahl)
- Index der Krystallformen der Mineralien, 3 Bde., Berlin: Julius Springer, 1886–1891
- Krystallographische Winkeltabellen, Berlin: Julius Springer, 1897
- Ueber Harmonie und Complication, Berlin: Julius Springer, 1901
- Atlas der Krystallformen, je 9 Tafel- und Textbde., Heidelberg: Carl Winter, 1919 (2., erw. Aufl. 1929).
- Über Complikation und Displikation, Winter, Heidelberg: Carl Winter, 1921. (Digitalisat Univ. Heidelberg)
- Kursus der Kristallometrie (hg. v. Hans Himmel & K. Müller), Berlin: Borntraeger, 1934.
- Vorlesungen zur Naturphilosophie (hg. v. F. Pösch), Wertheim am Main: E. Bechstein, 1935.